# Queso Paraguay
El queso Paraguay (en guaraní: kesu Paraguái) es un queso artesanal de leche vacuna, propio de la tradición gastronómica paraguaya. Se trata de un tipo especial de queso que se elabora a partir de la cuajada (preparado que se logra de la mezcla de leche pura con el “cuajo”, parte del tubo digestivo de ciertos rumiantes que segrega, durante la digestión del animal, ácido lácteo), que generalmente lleva sal y que, como se fabrica con leche “entera” (no descremada o sin grasa), deviene en un tipo de queso semiduro y nutritivo. Posee una masa blanda y un sabor un poco ácido, con una vida útil aproximada de 45 días.

## Origen del nombre
El nombre “kesú Paraguái” con el que se lo conoce en el campo paraguayo, deviene de los vocablos guaraníes “kesu” (guaranización de la palabra "queso") y “Paraguái” (Paraguay, nombre del país de donde es originario). 
La utilización de la palabra “Paraguái”, con “i” latina en sustitución de la “y” griega, obedece al hecho de que en el idioma Guaraní la “y” se pronuncia de manera diferente a como suena en español y siempre designa al “agua”.

## Ingredientes
Los únicos ingredientes que se utilizan en la fabricación del “kesú paraguái” son la leche entera y pura y la “cuajada”.

## Preparación
La preparación del “kesú paraguai” atraviesa por tres procesos: la puesta a punto del “cuajo”, la elaboración de la “cuajada” y finalmente, la fabricación del queso.
El conveniente tratamiento del “cuajo” contempla los pasos siguientes: se lo abre y se lo lava muy bien para luego colocarlo en un recipiente agregándole abundante jugo de naranja agria o limón. Se lo deja impregnarse de ese líquido por espacio de tres a cuatro horas, transcurridas las cuales se lo pone a secar al sol, bien extendido en un sitio aireado. Cuando está bien seco, el “cuajo” está en condiciones de “cortar” la leche.
En cuanto a la “cuajada”, en un recipiente adecuado se coloca leche cruda a la que se agrega el “cuajo”, revolviendo el preparado esporádicamente y por espacio de aproximadamente una hora. Luego de ese tiempo se hace gotear la leche sobre la palma de la mano y si presenta pequeños coágulos, se retira el cuajo y se aguarda un rato no muy largo, transcurrido el cual la “cuajada” estará lista.
Finalmente, el queso se elabora rompiendo la “cuajada”, que para entonces debió reposar por espacio de unas horas. Rota la “cuajada” con las manos se la deja reposar nuevamente para que pierda todo el líquido o jugo llamado “suero”. Cumplido este paso, se procede a apretar la “cuajada” hasta sacarle todo el líquido que contenga. Totalmente liberada de “suero” la “cuajada”, se llenan con ella los bastidores de forma cuadrada o rectangular especialmente dispuestos para el efecto y que, por lo mismo, reciben el nombre de “queseras”. Al día siguiente, el “kesú paraguái” estará listo para su consumo.

## Otros datos de interés
- El tamaño de las “queseras” varía según los litros de leche disponibles para la fabricación, primero de la cuajada y luego del queso en sí.

- Las “queseras” tienen diversas formas si bien las rectangulares y en forma de pan o ladrillo y las redondas son las más utilizadas.

- Si bien la fabricación del “kesú paraguai” es originaria de las “estancias” (haciendas de campo destinadas al cultivo, y más especialmente a la ganadería) del Paraguay, hoy son muy apetecidos los quesos provenientes de las colonias mennonitas ubicadas principalmente en el Chaco paraguayo.

- Generalmente, el “queso Paraguay” tiene un límpido color blanco intenso, propio de la leche de vaca con que se lo elabora.

- Según algunos estudiosos de la historia social del Paraguay[¿quién?], toda la gastronomía popular paraguaya que se solidifica como pequeña industria familiar luego de la Guerra del Paraguay contra la Triple Alianza (Argentina, Brasil y Uruguay, entre 1864 y 1870), es muy contundente en contenido calórico pues la situación que sobrevino en el país luego del genocidio que significó ese gran conflicto bélico hizo que los alimentos escasearan, por cuya razón toda la cocina paraguaya tiene alto contenido proteico atendiendo al hecho de que las comidas diarias eran escasas.

- Según algunos nutricionistas[¿quién?], el queso paraguay es el mejor queso para consumir, ya que no posee ningún ingrediente artificial.[cita requerida]